# إدوارد دورونين
إدوارد دورونين (بالروسية: Эдуард Игоревич Доронин)‏ (23 مارس 1975 - ) هو لاعب كرة قدم روسي في مركز الوسط. لعب مع FC Lada-Tolyatti ‏ وFC Lokomotiv Nizhny Novgorod ‏ وFC Neftyanik Buguruslan ‏ وFC Spartak-UGP Anapa ‏.